# Demi Schuurs
Demi Schuurs (Sittard, 1º agosto 1993) è una tennista olandese.

## Carriera
In singolare, ha vinto un titolo ITF e ha raggiunto al massimo la posizione n°512 nel febbraio 2015. In doppio, vanta 17 titoli WTA e un best-ranking al n°7, posizione raggiunta il 22 ottobre 2018.
Specialista del doppio, ha vinto in carriera quattro titoli di livello Premier 5 e sei titoli a livello '500' (di cui uno nel 2018, quando la denominazione usata era quella di "Premier"). Nel 2024 ha vinto il suo primo WTA 1000 con la brasiliana Luisa Stefani, il torneo più prestigioso della sua carriera.
A livello slam, ha raggiunto i quarti a Wimbledon nel 2019 e i quarti allo US Open in tre circostanze (2018, 2020 e 2022); all'Australian Open 2021, assieme a Nicole Melichar, ha colto la sua prima semifinale slam, persa dalle future campionesse Elise Mertens e Aryna Sabalenka.
Ha conseguito buoni risultati anche nel doppio misto: il risultato più importante è stata la semifinale al Roland Garros 2021 in coppia con il connazionale Wesley Koolhof, dove sono stati sconfitta dalla coppia russa formata da Elena Vesnina e Aslan Karacev, poi classificati secondi.

## Statistiche WTA

### Doppio

#### Vittorie (21)
| Legenda               | Legenda      |
| --------------------- | ------------ |
| Grande Slam (0)       |              |
| Ori Olimpici (0)      |              |
| WTA Finals (0)        |              |
| WTA Elite Trophy (0)  |              |
| Dal 2009 al 2020      | Dal 2021     |
| Premier Mandatory (0) | WTA 1000 (2) |
| Premier 5 (4)         | WTA 1000 (2) |
| Premier (1)           | WTA 500 (7)  |
| International (7)     | WTA 250 (0)  |

| N.  | Data              | Torneo                                   | Superficie      | Partner             | Avversarie                                 | Punteggio           |
| 1.  | 12 aprile 2015    | Katowice Open, Katowice                  | Cemento (i)     | Ysaline Bonaventure | Gioia Barbieri Karin Knapp                 | 7-5, 4-6, [10-6]    |
| 2.  | 19 luglio 2015    | Bucarest Open, Bucarest                  | Terra rossa     | Oksana Kalašnikova  | Andreea Mitu Patricia Maria Țig            | 6-2, 6-2            |
| 3.  | 23 settembre 2017 | Guangzhou Open, Canton                   | Cemento         | Elise Mertens       | Monique Adamczak Storm Sanders             | 6-2, 6-3            |
| 4.  | 6 gennaio 2018    | Brisbane International, Brisbane         | Cemento         | Kiki Bertens        | Andreja Klepač María José Martínez Sánchez | 7-5, 6-2            |
| 5.  | 13 gennaio 2018   | Hobart International, Hobart             | Cemento         | Elise Mertens       | Ljudmyla Kičenok Makoto Ninomiya           | 6-2, 6-2            |
| 6.  | 20 maggio 2018    | Internazionali d'Italia, Roma            | Terra rossa     | Ashleigh Barty      | Andrea Sestini Hlaváčková Barbora Strýcová | 6-3, 6-4            |
| 7.  | 26 maggio 2018    | Nürnberger Cup, Norimberga               | Terra rossa     | Katarina Srebotnik  | Kirsten Flipkens Johanna Larsson           | 3-6, 6-3, [10-7]    |
| 8.  | 16 giugno 2018    | Rosmalen Open, 's-Hertogenbosch          | Erba            | Elise Mertens       | Kiki Bertens Kirsten Flipkens              | 3-3, rit.           |
| 9.  | 12 agosto 2018    | Canadian Open, Montréal                  | Cemento         | Ashleigh Barty      | Latisha Chan Ekaterina Makarova            | 4-6, 6-3, [10-8]    |
| 10. | 29 settembre 2018 | Wuhan Open, Wuhan                        | Cemento         | Elise Mertens       | Andrea Sestini Hlaváčková Barbora Strýcová | 6-3, 6-3            |
| 11. | 29 agosto 2020    | Cincinnati Open, New York                | Cemento         | Květa Peschke       | Nicole Melichar Xu Yifan                   | 6-1, 4-6, [10-4]    |
| 12. | 26 settembre 2020 | Internationaux de Strasbourg, Strasburgo | Terra rossa     | Nicole Melichar     | Hayley Carter Luisa Stefani                | 6-4, 6-3            |
| 13. | 5 marzo 2021      | Qatar Ladies Open, Doha                  | Cemento         | Nicole Melichar     | Monica Niculescu Jeļena Ostapenko          | 6-2, 2-6, [10-8]    |
| 14. | 11 aprile 2021    | Charleston Open, Charleston              | Terra verde     | Nicole Melichar     | Marie Bouzková Lucie Hradecká              | 6-2, 6-4            |
| 15. | 24 aprile 2022    | Stuttgart Open, Stoccarda                | Terra rossa (i) | Desirae Krawczyk    | Coco Gauff Zhang Shuai                     | 6-3, 6-4            |
| 16. | 23 aprile 2023    | Stuttgart Open, Stoccarda (2)            | Terra rossa (i) | Desirae Krawczyk    | Nicole Melichar-Martinez Giuliana Olmos    | 6-4, 6-1            |
| 17. | 1º luglio 2023    | Eastbourne International, Eastbourne     | Erba            | Desirae Krawczyk    | Nicole Melichar-Martinez Ellen Perez       | 6-2, 6-4            |
| 18. | 17 febbraio 2024  | Qatar Ladies Open, Doha (2)              | Cemento         | Luisa Stefani       | Caroline Dolehide Desirae Krawczyk         | 6-4, 6-2            |
| 19. | 20 ottobre 2024   | Ningbo Open, Ningbo                      | Cemento         | Yuan Yue            | Nicole Melichar-Martinez Ellen Perez       | 6-3, 6-3            |
| 20. | 15 marzo 2025     | Indian Wells Open, Indian Wells          | Cemento         | Asia Muhammad       | Tereza Mihalíková Olivia Nicholls          | 6-2, 7-6(4)         |
| 21. | 15 giugno 2025    | Queen's Club Championships, Londra       | Erba            | Asia Muhammad       | Anna Danilina Diana Šnajder                | 7-5, 6(3)-7, [10-4] |

#### Sconfitte (16)
| Legenda               | Legenda      |
| --------------------- | ------------ |
| Grande Slam (0)       |              |
| Argenti Olimpici (0)  |              |
| WTA Finals (0)        |              |
| WTA Elite Trophy (0)  |              |
| Dal 2009 al 2020      | Dal 2021     |
| Premier Mandatory (0) | WTA 1000 (3) |
| Premier 5 (4)         | WTA 1000 (3) |
| Premier (3)           | WTA 500 (2)  |
| International (4)     | WTA 250 (0)  |

| N.  | Data             | Torneo                               | Superficie  | Compagna            | Avversarie in finale                  | Punteggio           |
| 1.  | 1º ottobre 2016  | Tashkent Open, Tashkent              | Cemento     | Renata Voráčová     | Ioana Raluca Olaru İpek Soylu         | 5-7, 3-6            |
| 2.  | 7 gennaio 2017   | ASB Classic, Auckland                | Cemento     | Renata Voráčová     | Kiki Bertens Johanna Larsson          | 2-6, 2-6            |
| 3.  | 17 giugno 2017   | Rosmalen Open, 's-Hertogenbosch      | Erba        | Kiki Bertens        | Dominika Cibulková Kirsten Flipkens   | 6-4, 4-6, [6-10]    |
| 4.  | 23 luglio 2017   | Bucarest Open, Bucarest              | Terra rossa | Elise Mertens       | Irina-Camelia Begu Ioana Raluca Olaru | 3-6, 3-6            |
| 5.  | 24 giugno 2018   | Birmingham Classic, Birmingham       | Erba        | Elise Mertens       | Tímea Babos Kristina Mladenovic       | 6-4, 3-6, [8-10]    |
| 6.  | 18 agosto 2018   | Cincinnati Open, Cincinnati          | Cemento     | Elise Mertens       | Lucie Hradecká Ekaterina Makarova     | 2-6, 5-7            |
| 7.  | 16 febbraio 2019 | Qatar Ladies Open, Doha              | Cemento     | Anna-Lena Grönefeld | Chan Hao-ching Latisha Chan           | 1-6, 6-3, [6-10]    |
| 8.  | 19 maggio 2019   | Internazionali d'Italia, Roma        | Terra rossa | Anna-Lena Grönefeld | Viktoryja Azaranka Ashleigh Barty     | 6-4, 0-6, [3-10]    |
| 9.  | 23 giugno 2019   | Birmingham Classic, Birmingham (2)   | Erba        | Anna-Lena Grönefeld | Hsieh Su-wei Barbora Strýcová         | 4-6, 7-6(4), [8-10] |
| 10. | 11 agosto 2019   | Canadian Open, Toronto               | Cemento     | Anna-Lena Grönefeld | Barbora Krejčíková Kateřina Siniaková | 5-7, 0-6            |
| 11. | 17 agosto 2019   | Cincinnati Open, Cincinnati (2)      | Cemento     | Anna-Lena Grönefeld | Lucie Hradecká Andreja Klepač         | 4-6, 1-6            |
| 12. | 8 maggio 2021    | Madrid Open, Madrid                  | Terra rossa | Gabriela Dabrowski  | Barbora Krejčíková Kateřina Siniaková | 4-6, 3-6            |
| 13. | 20 giugno 2021   | German Open, Berlino                 | Erba        | Nicole Melichar     | Viktoryja Azaranka Aryna Sabalenka    | 6-4, 5-7, [4-10]    |
| 14. | 26 giugno 2021   | Eastbourne International, Eastbourne | Erba        | Nicole Melichar     | Shūko Aoyama Ena Shibahara            | 1-6, 4-6            |
| 15. | 7 maggio 2022    | Madrid Open, Madrid (2)              | Terra rossa | Desirae Krawczyk    | Gabriela Dabrowski Giuliana Olmos     | 6(1)-7, 7-5, [7-10] |
| 16. | 13 agosto 2023   | Canadian Open, Montréal (2)          | Cemento     | Desirae Krawczyk    | Shūko Aoyama Ena Shibahara            | 4-6, 6-4, [11-13]   |

### Doppio misto

#### Sconfitte (0)
| Tornei del Grande Slam  |
| ----------------------- |
| Australian Open (0)     |
| Open di Francia (0)     |
| Torneo di Wimbledon (0) |
| US Open (0)             |
| Argenti Olimpici (0)    |

| N. | Data          | Torneo                              | Superficie  | Compagno       | Avversari in finale                      | Punteggio   |
|    | 2 agosto 2024 | 4º posto ai Giochi Olimpici, Parigi | Terra rossa | Wesley Koolhof | Gabriela Dabrowski Félix Auger-Aliassime | 3-6, 6(2)-7 |

## Statistiche ITF

### Singolare

#### Vittorie (1)
| Torneo $100.000 (0) |
| Torneo $80.000 (0)  |
| Torneo $75.000 (0)  |
| Torneo $60.000 (0)  |
| Torneo $50.000 (0)  |
| Torneo $25.000 (0)  |
| Torneo $15.000 (0)  |
| Torneo $10.000 (1)  |

| N. | Data         | Torneo                                    | Superficie | Avversaria         | Punteggio |
| 1. | 2 marzo 2014 | Jolie Ville Golf Women's, Sharm el-Sheikh | Cemento    | Emily Webley-Smith | 6–4, 6–2  |

## Grand Slam Junior

### Doppio

#### Vittorie (2)
| Tornei del Grande Slam  |
| ----------------------- |
| Australian Open (1)     |
| Open di Francia (0)     |
| Torneo di Wimbledon (0) |
| US Open (1)             |

| N. | Data              | Torneo                     | Superficie | Compagna          | Avversarie in finale              | Punteggio        |
| 1. | 29 gennaio 2011   | Australian Open, Melbourne | Cemento    | An-Sophie Mestach | Eri Hozumi Miyu Katō              | 6-2, 6-3         |
| 2. | 10 settembre 2011 | US Open, New York          | Cemento    | Irina Chromačëva  | Gabrielle Andrews Taylor Townsend | 6-4, 5-7, [10-5] |

#### Sconfitte (2)
| Tornei del Grande Slam  |
| ----------------------- |
| Australian Open (0)     |
| Open di Francia (1)     |
| Torneo di Wimbledon (1) |
| US Open (0)             |

| N. | Data          | Torneo                      | Superficie  | Compagna     | Avversarie in finale              | Punteggio     |
| 1. | 4 giugno 2011 | Open di Francia, Parigi     | Terra rossa | Victoria Kan | Irina Chromačëva Maryna Zanevs'ka | 4-6, 5-7      |
| 2. | 2 luglio 2011 | Torneo di Wimbledon, Londra | Erba        | Tang Haochen | Eugenie Bouchard Grace Min        | 7-5, 2-6, 5-7 |